# Conus cathyae
Espèce
Conus cathyae est une espèce de mollusques gastéropodes marins de la famille des Conidae.
Comme toutes les espèces du genre Conus, ces escargots sont prédateurs et venimeux. Ils sont capables de « piquer » les humains et doivent donc être manipulés avec précaution, voire pas du tout.

## Taxonomie

### Publication originale
L'espèce Conus cathyae a été décrite pour la première fois en 2020 par les malacologistes Éric Monnier (d), Loíc Limpalaër (d) et Fabrice Prugnaud (d) dans « Xenophora Taxonomy »,.

### Synonymes
- Conus (Darioconus) cathyae (Monnier, Limpalaër & Prugnaud, 2020) · appellation alternative
- Darioconus cathyae Monnier, Limpalaër & Prugnaud, 2020 · non accepté